# Isonychus leechi
Isonychus leechi är en skalbaggsart som beskrevs av Frey 1969. Isonychus leechi ingår i släktet Isonychus och familjen Melolonthidae. Inga underarter finns listade i Catalogue of Life.